# Rolling River 67
Rolling River 67 är ett reservat i Kanada.   Det ligger i provinsen Manitoba, i den sydöstra delen av landet, 1 900 km väster om huvudstaden Ottawa. Rolling River 67 ligger vid sjön Shannocappo Lake.
Omgivningarna runt Rolling River 67 är en mosaik av jordbruksmark och naturlig växtlighet. Trakten runt Rolling River 67 är nära nog obefolkad, med mindre än två invånare per kvadratkilometer.